# Giuseppe Zimbalo
Giuseppe Zimbalo (Lecce, 1620 – 1710) è stato un architetto e scultore italiano.
Detto lo Zingarello, fu l'architetto più famoso e imitato del barocco leccese. 
Il padre, Sigismondo (anche questi indicato come maestro), era a sua volta figlio di uno dei maggiori scultori degli inizi del Seicento, Francesco Antonio Zimbalo. Giuseppe spesso è presente con il padre in contratti relativi ad attività edilizia.
Il soprannome Zingarello di fatto è l'italianizzazione del termine dialettale "Zimbarieddhu" ovvero il piccolo Zimbalo per distinguerlo dal padre Sigismondo probabilmente a causa dello stesso lavoro fatto da entrambi.
Il vescovo della diocesi di Lecce, Luigi Pappacoda, ritenendo la chiesa non più sufficiente a far fronte alla crescita della popolazione, gli affidò, nel 1658, il progetto della nuova Cattedrale.
Nel capoluogo salentino l'artista realizzò:
- la facciata inferiore del convento dei Celestini;
- la facciata superiore della Basilica pontificia minore Concattedrale di Gallipoli
- la chiesa di Santa Teresa (1620-30);
- il duomo (1659-1670), su richiesta di mons. Luigi Pappacoda;
- la colonna di Sant'Oronzo nel 1666;
- la chiesa di sant'Anna (1679-80);
- la chiesa del Rosario (1691).